# Sander Gommans
Sander Gommans (15 augustus 1978) is een Nederlandse metalartiest. Hij richtte in 1995 samen met Mark Jansen de metalband After Forever (die eerst Apocalypse heette) op. Gommans speelde gitaar en deed de grunts in de band. Hij was ook een van de songwriters van After Forever. Tegenwoordig is hij leraar op het Niekée Roermond. Hij richt daar ook bandjes op en is tekenleraar. Hij werkt nu op Sint Ursula Heythuysen.
Gommans schrijft en produceert ook bij het metalproject HDK. Dit project werd door Gommans opgericht en combineert hoofdzakelijk elementen uit de melodieuze deathmetal en moderne thrashmetal.
Ook is hij de additionele leadgitarist op Kiske/Somerville, een album door de Duitse zanger, toetenist en gitarist Michael Kiske (ex-Helloween) en de Amerikaanse singer-songwriter en zangcoach Amanda Somerville.
Tussen 2015 en 2019 begon Gommans samen te werken met Scott Wenmakers (tekenaar) en Menno Kappe (Graviton Music Services) om het metalproject Magic-O-Metal voor kinderen te lanceren. Op dit album zijn o.a. Marina La Torraca (Phantom Elite, Exit Eden), Rodney Blaze en Nick Holleman (Powerized, Methusalem, ex-Vicious Rumors) te horen.

## Privéleven
In juli 2014 trouwde Gommans met Somerville. Samen hebben zij drie dochters.

## Discografie
After Forever
- Ephemeral (demo) - 1999
- Wings Of Illusion (demo) - 1999
- Prison of Desire - 2000
- Decipher - 2001
- Exordium (extended play) - 2003
- Invisible Circles - 2004
- Remagine - 2005
- Mea Culpa (compilatie) - 2006
- After Forever - 2007

HDK
- System Overload - 2009
- Serenades of the Netherworld - 2014
- Borderland (single - met Magic-O-Metal) - 2023
- Human Error - 2024

Trillium
- Alloy - 2011

Magic-O-Metal
- Enter the Metal Realm - 2019
- Roboshredder (single) - 2021
- Loud and Proud (Children of Hope) (single) - 2021
- Imagine (single) - 2022
- Borderland (single - met HDK) - 2023